# Komusan 1-tong
Komusan 1-tong är en ort i Nordkorea.   Den ligger i provinsen Hambuk, i den nordöstra delen av landet, 500 km nordost om huvudstaden Pyongyang. Komusan 1-tong ligger 221 meter över havet och antalet invånare är 12 242.
Terrängen runt Komusan 1-tong är huvudsakligen kuperad. Komusan 1-tong ligger nere i en dal. Runt Komusan 1-tong är det ganska tätbefolkat, med 199 invånare per kvadratkilometer. Närmaste större samhälle är Puryŏng, 5,5 km söder om Komusan 1-tong. I omgivningarna runt Komusan 1-tong växer i huvudsak blandskog.